# Bandera de Quintana Roo
La bandera del estado de Quintana Roo consiste en un fondo blanco sobre el actual escudo de dicho estado y es considerada como la primera bandera estatal de Quintana Roo. La bandera fue adoptada oficialmente el 8 de octubre de 2013 durante la ceremonia del 39 aniversario de la creación de esta entidad.

## Antecedentes

La bandera de la República de Yucatán en 1841.

Como antecedente dentro del estado de Quintana Roo se tiene la bandera yucateca que fue izada en el edificio del Ayuntamiento de Mérida, en la "Plaza Grande" de la capital del estado de Yucatán, por primera y única vez, el 16 de marzo de 1841, como protesta contra el centralismo del México de Antonio López de Santa Anna. Nunca más el pendón fue utilizado oficialmente por las autoridades de Yucatán después de 1848.
Esa bandera que se usó brevemente en el siglo XIX, en el contexto de la república de Yucatán, no tiene hoy validez oficial dentro del estado.

## Historia

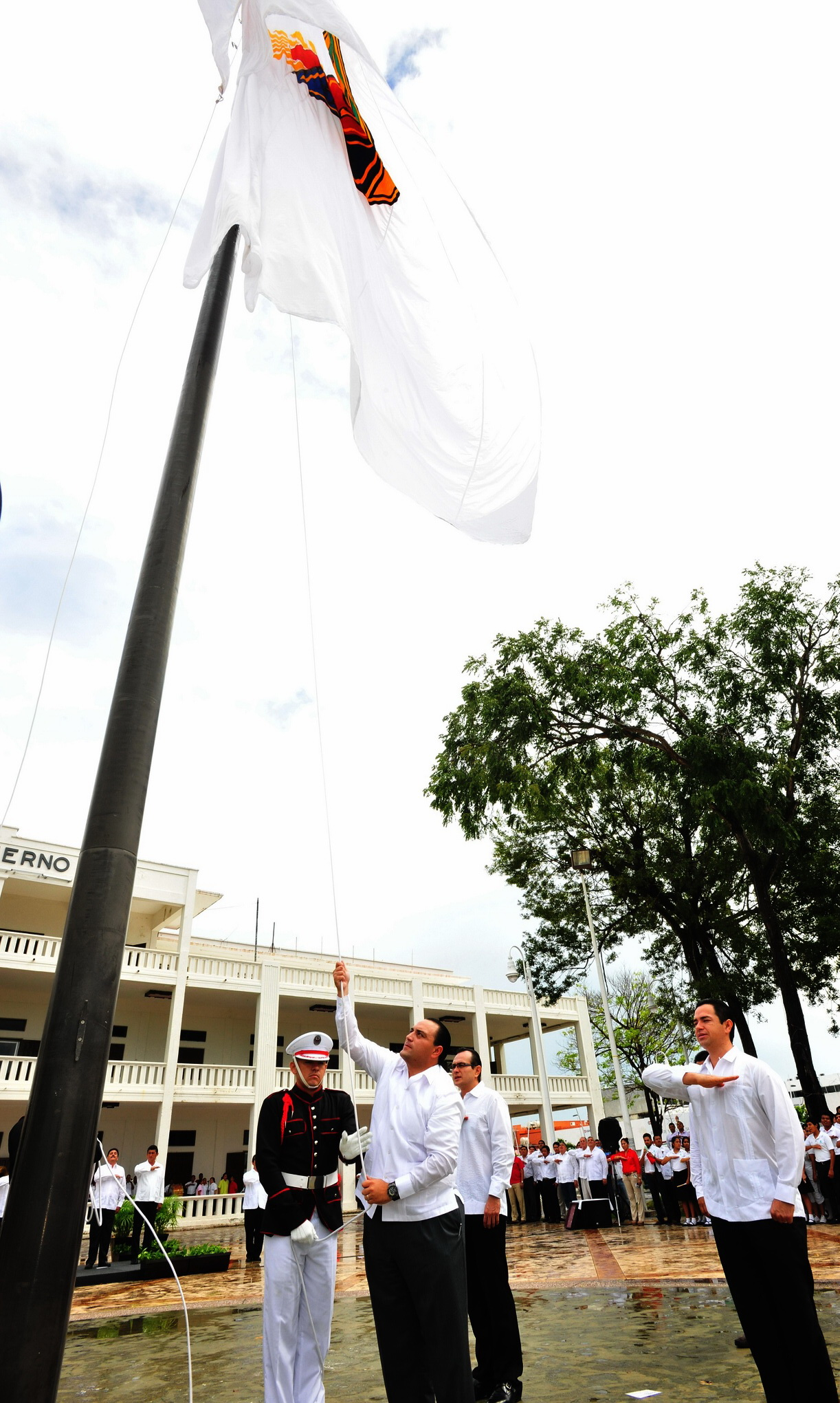
Bandera del estado siendo izada el día su adopción (8 de octubre de 2013)

En el mes de octubre de 2013, durante la celebración del 39 aniversario de Quintana Roo como estado libre y soberano, el jefe del ejecutivo estatal, Roberto Borge Angulo, firmó el acta de certificación del decreto que creó la bandera de la entidad, junto con quienes encabezan los poderes legislativo y judicial, José Luis Toledo Medina y Fidel Gabriel Villanueva Rivero, respectivamente.
| Evolución de la Bandera de Quintana Roo |                 |                                                |
| Años                                    | Bandera Estatal | Información relevante                          |
| 2013                                    |                 | (4:7) Se establece la primera bandera estatal. |